# Donne ai primi passi
Donne ai primi passi (Mignonnes), meglio noto con il titolo inglese Cuties, è un film del 2020 diretto da Maïmouna Doucouré.
Il lungometraggio è stato oggetto di polemiche per l'ipersessualizzazione delle pre-adolescenti, nonostante il film sia stato ideato proprio per denunciare questi comportamenti, e per il poster realizzato da Netflix.

## Trama
L'undicenne senegalese Amy vive con la madre in una banlieue di Parigi. Attende ardentemente il ritorno del padre dal Senegal, ma assiste impotente alla sofferenza di sua madre dovuta alla poligamia dell'uomo, che sta per tornare in Francia insieme a una seconda moglie. Amy si sente anche oppressa dall'ambiente religioso nel quale sono immerse le donne senegalesi immigrate, si annoia durante le preghiere islamiche e più in generale è insofferente verso i valori religiosi che sua zia cerca di trasmetterle.
Le cose cambiano rapidamente, da quando Amy è affascinata da un gruppo di ragazzine disinibite nel quale rientra la sua vicina coetanea, Angelica. Il gruppo di pre-adolescenti forma una compagnia di danza in stile adulto che ha caratteristiche spregiudicate contrastanti con i costumi, i valori e le tradizioni religiose della famiglia di Amy, e si allenano per una gara di ballo per la quale non esitano ad adottare abbigliamenti e atteggiamenti provocanti. Incoraggiata dal successo e dalla ricerca del riconoscimento sui social network, Amy decide di incorporare nella coreografia dei passi di danza sessualmente suggestivi che ha visto in alcuni video su Internet.
Dopo aver subito un'umiliazione a scuola, Amy decide di postare in rete una foto della sua vagina per essere definita una ragazza adulta, fatto che causa invece il rifiuto da parte dei suoi compagni di classe nei suoi confronti: a causa dello scandalo, le altre ragazze decidono alla fine di escludere Amy dal gruppo di ballo. Anche se il secondo matrimonio di suo padre è lo stesso giorno della gara finale al Parc de la Villette, lei è determinata a ballare con loro: sgattaiolando infatti fuori di casa nel suo costume da ballo, spinge in un lago un altro membro del gruppo, Yasmine, in modo che le altre non abbiano altra scelta che permetterle di ballare con loro. 
Il numero di danza altamente stimolante sconvolge il pubblico. Pensando però, durante lo spettacolo, che tra il pubblico c'è anche sua madre che la sta guardando, Amy scoppia in lacrime e se ne va prima che la loro esibizione finisca, per unirsi alla donna.
Al suo ritorno incontra sua zia, che la incolpa per il suo abbigliamento e il suo atteggiamento recente definito da "sgualdrina", ma la madre di Amy stavolta interviene, dicendole di lasciare in pace la figlia e abbracciando la ragazzina per rassicurarla. Amy implora sua madre di consentirle di non partecipare al matrimonio, al fine di dimostrare la sua disapprovazione; la madre di Amy le permette di non andare, ma afferma che lei stessa deve andare per adempiere al suo dovere di moglie. Amy poi abbandona sia l'abito da sposa tradizionale sia il suo vestito da ballerina sexy e, in jeans, maglietta e capelli sciolti, esce a giocare a saltare la corda con un gruppo di ragazzine del quartiere.

## Produzione
Il film fu annunciato dalla regista Maïmouna Doucouné, come sua prima opera d'esordio alla regia. La regista si era fatta notare in precedenza con il cortometraggio pluri-premiato Maman(s) del 2015, che era stato selezionato e proiettato in oltre duecento festival cinematografici internazionali.
Fu la stessa Doucouné a scrivere la sceneggiatura del film, prendendo spunto dalla propria esperienza di vita come rifugiata. Nel 2017 il copione si aggiudicò il Global Filmmaking Award al Sundance Film Festival. Maïmouna Doucouré disse anche di aver cominciato a scrivere il film dopo aver visto un talent show a Parigi, raccontando anche come il contrasto tra i balli e gli abiti tradizionali delle famiglie nel pubblico fosse stato affascinante.
Il casting del film richiese circa sei mesi di tempo: fecero l'audizione per il personaggio della protagonista approssimativamente 700 ragazzine, e il ruolo alla fine venne assegnato all'undicenne Fathia Youssouf.
Doucouné disse di aver instaurato un "clima di fiducia reciproca tra lei e le bambine" durante le riprese: «Ho spiegato loro tutto quello che stavo facendo e le ricerche che avevo fatto prima di scrivere questa storia. Sono stata anche fortunata che anche i genitori di queste ragazze fossero attivisti, quindi eravamo tutti dalla stessa parte. Alla loro età hanno visto questo tipo di danza. Qualsiasi bambino con un telefono cellulare può trovare queste immagini sui social media in questi giorni». La regista affermò anche di aver lavorato con uno psicologo infantile durante le riprese del film.
La Doucouré trascorse quasi 18 mesi alla ricerca di studi su come i bambini giovani e pre-adolescenti vengono esposti a contenuti per adulti e immagini sessualizzate sui social media al fine di mostrare la realtà accurata del film. «Le nostre ragazze vedono che più una donna viene eccessivamente sessualizzata sui social media, più ha successo. E i bambini imitano semplicemente ciò che vedono, cercando di ottenere lo stesso risultato senza capirne il significato, e sì, è pericoloso».
Le riprese si svolsero in varie location in Francia, specialmente a Parigi.

## Distribuzione
Cuties è stato proiettato in anteprima al World Cinema Dramatic Competition del Sundance Film Festival 2020 il 23 gennaio 2020, dove la Doucouné vinse il premio "Miglior regista", ed è stato uno dei tre film francesi ad essere proiettato al festival. Precedentemente l'uscita del film in sala era prevista per il 1º aprile 2020, ma a causa della pandemia di COVID-19 in Francia, l'uscita è slittata al 19 agosto.
A gennaio 2020, poco prima dell'anteprima del film al Sundance Film Festival, Netflix acquistò i diritti mondiali del film, escludendo la Francia. È stato pubblicato a livello internazionale su Netflix il 9 settembre 2020.

## Accoglienza

### Critica
Sul sito web aggregatore di recensioni Rotten Tomatoes, il film ottiene una percentuale di approvazione dell'89%, basata su 44 recensioni, mentre il sito Metacritic gli assegna un punteggio medio di 68 su 100, basandosi su 13 critici, indicando che le "recensioni sono generalmente favorevoli".

## Riconoscimenti
- 2020 - Sundance Film Festival[31]
  - Miglior regia drammatica a Maïmouna Doucouré
  - Candidatura per il Gran premio della giuria a Maïmouna Doucouré
- 2020 - Festival internazionale del cinema di Berlino[32]
  - Candidatura per il Generation Prize a Maïmouna Doucouré e Bien Ou Bien Productions
  - Candidatura per il Crystal Bear a Maïmouna Doucouré

## Controversie
Prima della sua distribuzione su Netflix, il film non suscitò particolari polemiche quando fu mostrato al Sundance Film Festival e poi distribuito nelle sale in Francia. Quando invece Netflix acquistò Cuties, il manifesto e il trailer internazionali del film furono criticati per aver sessualizzato delle ragazzine di undici anni e vennero tacciati di pedofilia, essendo differenti da quelli utilizzati per promuovere il film in Francia. Il Parents Television Council (PTC) chiese che Netflix rimuovesse interamente il film dalla sua piattaforma di streaming, e Change.org promosse una petizione per la cancellazione degli abbonamenti a Netflix a causa della presenza del film, che raccolse oltre 600,000 adesioni.
Il senatore degli Stati Uniti Josh Hawley dello Stato del Missouri, tramite un tweet invitò formalmente Netflix a discutere del film "prima che lo facesse il Congresso". Il senatore Mike Lee dello Utah inviò una lettera direttamente al CEO di Netflix Reed Hastings, chiedendo chiarimenti circa le tematiche trattate nel film. Il membro della Camera dei rappresentanti delle Hawaii Tulsi Gabbard definì esplicitamente "pedopornografico" il film e il suo contenuto atto a "stuzzicare l'appetito sessuale dei pedofili [e] favorire il traffico sessuale di bambini". Il senatore Ted Cruz del Texas spedì una lettera al Dipartimento di Giustizia affinché "investigasse se Netflix, la sua direzione, o i registi avessero violato qualche legge federale contro la produzione e distribuzione di pornografia infantile".
Christine Pelosi, figlia della Speaker della Camera dei Rappresentanti degli Stati Uniti Nancy Pelosi, dichiarò che Cuties: «Senza dubbio iper-sessualizza le ragazzine per la gioia dei pedofili come quelli che ho perseguito in carriera». Il senatore Tom Cotton criticò il film chiedendo che fossero intraprese delle azioni legali nei confronti di Netflix, dichiarando: «Non ci sono scuse per la sessualizzazione dei bambini, e la decisione di Netflix di promuovere il film Cuties è rivoltante come minimo se non un vero e proprio reato». Gli uffici dei procuratori distrettuali di Ohio, Florida, Louisiana e Texas scrissero tutti a Netflix chiedendo la rimozione della pellicola. Particolarmente accese furono le proteste in Sudamerica, dove ancora prima dell'uscita del film su Netflix, cominciò a circolare su Twitter l'hashtag NetflixPedofilia.